# Radio Killer 3 - La corsa continua
Radio Killer 3 - La corsa continua (Joy Ride 3: Roadkill) è un film del 2014 diretto da Declan O'Brien.
Pellicola di genere thriller e horror, seguito di Radio Killer e Radio Killer 2 - Fine della corsa. È stata distribuita dalla 20th Century Fox e non è stata distribuita nelle sale cinematografiche, come per il precedente, dunque è un seguito direct-to-video.

## Trama
Chiodo Arrugginito, il camionista vendicativo dei primi due capitoli, si aggira ancora sulla statale 17 a incutere terrore agli ignari automobilisti. Questa volta è il turno di una famosa squadra automobilistica, diretta ad una corsa. Un camionista li avverte: non devono passare per la statale 17, perché è soprannominata strada del massacro, sebbene sia una scorciatoia. Il gruppo la prende lo stesso, pensando siano solo voci ridicole, ma faranno un torto ad un camionista durante il viaggio: Chiodo Arrugginito. Per loro ha inizio un incubo dal quale sarà difficile trovare una via d'uscita.

## Produzione
Il film è stato girato in Canada, dove Declan O'Brien girò Wrong Turn 4 - La montagna dei folli. Infatti, la maggior parte della crew di quel film è la stessa, come la produttrice Kim Todd, gli stuntmen Sean Skene, Rick Skene e Daniel Skene e l'attore Dean Armstrong. Ken Kirzinger invece recitò anche in Wrong Turn 2 - Senza via d'uscita, mentre i doppiatori e gli addetti al doppiaggio si sono occupati anche di quello di Wrong Turn 6 - Last Resort. Il film venne girato nella fine del 2013 e il trailer ufficiale venne pubblicato su YouTube nei primi di giugno del 2014.

## Distribuzione
Nell'estate del 2013 è stato postato online il primo poster del film con il titolo ufficiale. È uscito in America in DVD, Blu-Ray e Digital HD il 17 giugno 2014. Più tardi, nello stesso mese, è uscito anche in Italia ma solo in versione noleggio in DVD e su iTunes in alta definizione.